# Sirat
Sirat (em árabe: سيرات) é uma cidade e comuna localizada na província de Mostaganem, Argélia. De acordo com o censo de 2008, a população total da cidade era de 21 677 habitantes.